# Matelote (cuisine)
Pour les articles homonymes, voir Matelote et Matelot.
Une matelote ou matelote de poisson (de matelot) est une recette de cuisine traditionnelle de cuisine française, à base d’une ou de plusieurs sortes de poissons d'eau douce ou de mer coupés en morceaux, cuisinés dans une marinade de vin rouge ou de vin blanc et d'oignon (et éventuellement de légumes) généralement servie avec une sauce matelote au vin.

## Historique

### Matelote de bords de Marne et de Seine

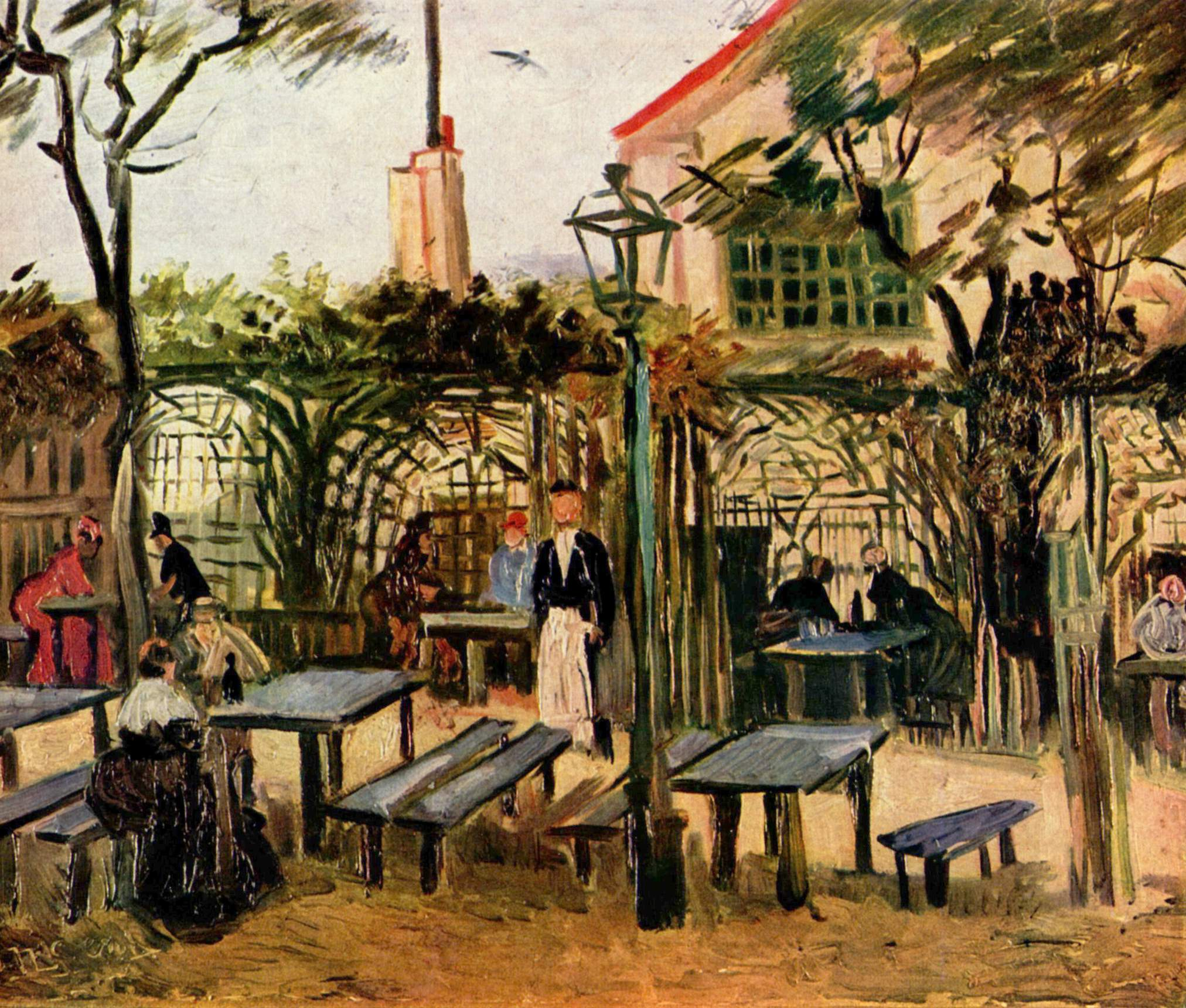
La Guinguette, terrasse d'un café de Montmartre, vers 1886, de Vincent van Gogh (musée d'Orsay, Paris).

La matelote est l'héritière de la matelote d'anguille (ou soringue d'anguille) de la cuisine parisienne médiévale, dont un bourgeois de Paris donne la recette dans son ouvrage culinaire le Ménagier de Paris de 1390.
La matelote s'est popularisée à la fin du XVIIIe siècle dans les guinguettes des bords de Marne et de la Seine de la région parisienne, où était servi du guinguet, petit vin blanc aigre et bon marché produit en Île-de-France. Deux gastronomes parisiens, dans les années 1780, avaient leurs habitudes au quartier du Gros-Caillou, sur les bords de Seine : « Ce lieu peuplé de guinguettes est sur le bord de la rivière, au-dessus des Invalides. Là, on mange des matelotes, objet définitif et chéri des gageures parisiennes. Une bonne matelote coûte un louis d'or ; mais c'est un manger délicieux, quand elle n'est pas manquée. Les cuisiniers les plus fameux baissent le pavillon devant tel marinier qui sait mélanger et apprêter la carpe, l'anguille et le goujon. Ils cèdent ce jour-là leur emploi à la main grossière qui manie l'aviron. Les cuisiniers ont beau être jaloux ; ils accommodent les autres plats, excepté la matelote ; ainsi l'ordonne tout maître friand ou connaisseur. »

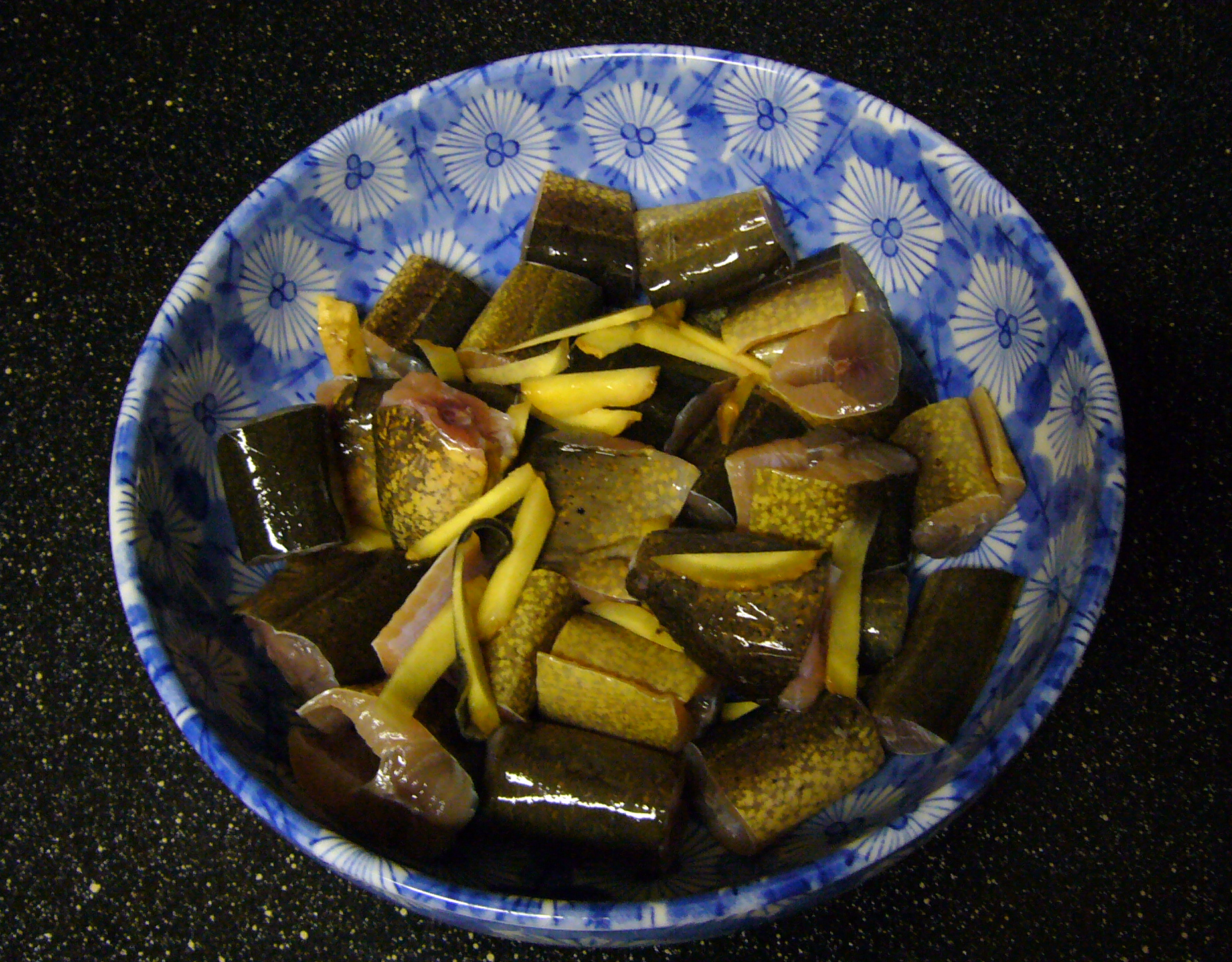
Matelote d'anguille.

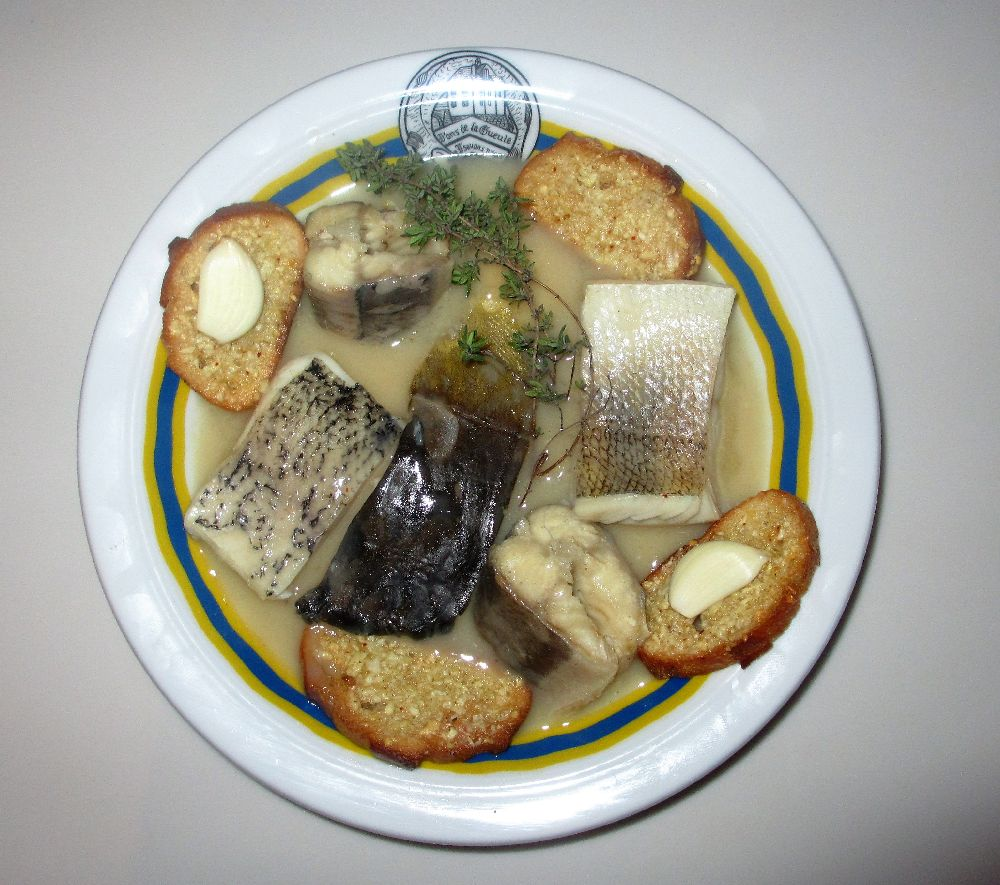
Pôchouse (variante).

## Préparation
Ce ragoût de morceaux de poissons d'eau douce ou de mer (en tronçons ou filets) peut s'accommoder avec du vin rouge ou du vin blanc, ainsi qu'avec de l'oignon ou de l'échalote.
La sauce matelote (variante de sauce meurette ou de sauce bourguignonne) qui l'accompagne est réalisée avec la cuisson du vin de la marinade, et peut être épaissie avec un roux, et agrémenté de champignons.

## Quelques variantes
- Blanquette de poisson
- Matelote de lotte, ou de hareng frais
- Matelote de poissons et fruits de mer
- Catigot d'anguilles (cuisine provençale)
- Matelote d'anguille (cuisine parisienne)
- Matelote alsacienne (cuisine alsacienne)
- Marmite dieppoise (cuisine normande)
- Bouillabaisse (cuisine provençale)
- Carry z'anguille (cuisine réunionnaise)[8]
- Pôchouse (cuisine bourguignonne, cuisine franc-comtoise, et cuisine bressane)